# Oberkommando der Marine
L'Oberkommando der Marine (OKM) era l'Alt Comandament i la màxima autoritat administrativa i de comandament de la Kriegsmarine. Va formar-se a partir del Marineleitung (Comandament Naval) del l'11 de gener de 1936. El 1937 va combinar-se amb el recent format Seekriegsleitung (SKL). El novembre de 1939 i al maig de 1944 van haver dues grans reorganitzacions.
Els Comandants en Cap Oberbefehlshaber der Marine, ó OBdM abreujat) de la Kriegsmarine van ser:
- Großadmiral Erich Raeder (1928-30/1/1943)
- Großadmiral Karl Dönitz (30/1/1943-30/4/1945)
- Generaladmiral Hans-Georg von Friedburg (1/5/1945 – 23/5/1945)
- Generaladmiral Walter Warzecha (23/5/1945 – 22/7/1945)

## Organització
L'OKM estava dividit principalment en sis seccions:
- Al capdavant es trobava el Oberbefehlshaber der Marine (OBdM), el Comandant en Cap i el seu estat major, amb responsabilitats d'enllaç amb el OKW, i incloïa departaments de planificació, tècnica, enginyeria, mèdic, econòmic, recerca, propaganda i personal.[3]

- Führer des Kriegsmarine ("Cap de la Marina"): al 1941 estava ocupat pel segon al comandament de la Marina
- Chef des Stabes Kriegsmarine ("Cap de l'Estat Major Naval")
- Führer der Unterseeboote ("Cap de l'Arma Submarina")
- Gruppenkommando ("Comandament de Grups de Combat"):
  - Flotilles de Minadors
  - Flotilles de Patrullers
  - Flotilles de Defensa Costanera
  - Flotilles de Vaixells Auxiliars

- Linienschiffe ("Bucs de Línia Principals")

- El Seekriegsleitung (SKL) ("Comandament de Guerra Naval"), format l'1 d'abril de 1937. Originàriament enllaçat de prop tant amb l'OBdM i el Marinekommandoamt, amb el Comandant en Cap (OBdM) també el Cap del SKL, amb el Cap del Marinekommandoamt doblant com a Cap d'Estat Major del SKL. Des del 23 d'agost de 1939 els càrrecs van ser fusionats i el Marinekommandoamt va quedar subordinat al SKL amb el seu propi cap i el seu estat major. El SKL deixà la planificació i l'execució de la guerra naval i dirigí la distribució de les forces navals, tot i que durant la guerra la seva autoritat quedà limitat a les zones marítimes no-domèstiques,[5] i quan al febrer de 1943 quan Dönitz va ser nomenat OBdM també va perdre el control sobre les operacions dels submarins.[6] L'1 de maig de 1944 el Cap de l'Estat Major del SKL va passar a anomenar-se Chef der Seekriegsleitung. El departament, a partir d'aquell moment, va encarregar-se del comandament de les unitats de la flota operant com transports, unitats de bloqueig, creuers auxiliars i naus de subministrament.[5]
- El Marinekommandoamt ("Departament de Comandament Naval") va crear-se l'11 de gener de 1936 amb la formació del OKM, però prèviament ja existia al Marineleitung des de 1920. Subordinat al Oberbefehshaber der Marine, des d'abril de 1937 el Chef des Marinekommandoamt també serví com a Cap de l'Estat Major del SKL. A mitjans de 1939 ambdues oficines van fusionar-se i el Marinekommandoamt rebé un nou cap, subordinat al Cap d'Estat Major del SKL. Des de 1942 l'oficina també va ser coneguda com a Quartiermeisteramt, i des del 20 d'abril de 1943 el Cap va ser anomenat Admiralquartiermeister. L'1 de maig de 1944 l'oficina va ser redesignada oficialment com Quartiermeisteramt.[7] A més de les operacions navals, el Marinekommandoamt era responsable de personal, subministrament, intel·ligència, entrenament i defensa costanera i aèria.[3]
- El Marinewaffenamt ("Departament d'Armament Naval") va crear-se el 1934, sent denominat Marinewaffenhauptamt ("Departament en Cap d'Armament Naval") el 1939, i Kriegsmarine-Rüstung ("Armaments de la Marina") el 1944,[8][9][10] supervisant el desenvolupament, prova i producció d'armament naval de tota mena; així com les contra-mesures electròniques i les comunicacions radiofòniques.[3]
- El Allgemeine Marineamt ("Departament General de la Marina") fundat el gener de 1936, denominat com Allgemeine Marinehauptamt ("Departament en Cap General de la Marina") al novembre de 1939, i de nou a Kriegsmarine-Wehr ("Defensa de la Marina") el 1944,[11][12][13] va encarregar-se principal d'assumptes administratius, incloent departaments legal, mèdic, econòmic, construcció i exportació.[3]
- El Konstruktionamt ("Departament de Construcció"), format el 1936 va ser redenominat Amt Kriegsschiffbau ("Departament de Construcció de Vaixells de Guerra") el 1939, i posteriorment el mateix any a Hauptamt Kriegsschiffbau ("Departament en Cap de Construcció de Vaixells de Guerra"), abans de tornar al seu nom anterior al 1944.[14][15][16][17] Com el seu nom suggereix, aquest departament es dedicava a la construcció de nous vaixells, encarregant-se del disseny i enginyeria de vaixells i submarins, treballant amb proveïdors i drassanes, conjuntament amb el Ministeri d'Armaments i Producció de Guerra.[3]

## Banderes del Comandant en Cap
El 7 de novembre de 1935 Werner von Blomberg, el Reichskriegsminister i Comandant en Cap de les Forces Armades, publicà un decret ordenant la introducció d'un nou disseny de bandera pel Comandant en Cap de la Kriegsmarine. La bandera consistia en un quadrat blanc en la que hi apareixia una gran Creu de Ferro en negre. Al darrere hi havia dues espases en groc, travessades en angle recte.
La bandera es modificà l'1 d'abril de 1939, quan Erich Raeder va ser promogut al rang de Großadmiral. La bandera continuà en ús quan Karl Dönitz va ser promogut a comandant de la Kriegsmarine el 30 de gener de 1943. Al nou disseny, les espases van ser substituïdes per bastons d'almirall travessats en angle recte. Sobre els bastons i la creu de ferro hi havia la Wehrmachtsadler ("Àliga de les Forces Armades") en or, encarada cap al pal. El 30 de gener de 1943 s'introduí una nova bandera especial pel Großadmiral Raeder per tal de senyalar el seu càrrec com a Admiralinspekteur de la Kriegsmarine. Era el mateix disseny que la de Comandant en Cap de la Marina, amb una vora en blau clar.

Bandera del Comandant en Cap del 7 de novembre de 1935 al 30 de marc de 1939
Bandera del Comandant en Cap de l'1 d'abril de 1939 al 8 de maig de 1945
Bandera del Admiralinspekteur de l'1 de febrer de 1943 al 8 de maig de 1945